# Rudolf Querner
Ernst Rudolf Querner, né le 10 juin 1893 à Lehndorf et mort le 27 mai 1945 à Magdebourg, était un SS-Obergruppenführer et un général de la Waffen-SS allemand. Il occupa de hautes fonctions au sein de la police allemande durant la Seconde guerre mondiale.

## Biographie

### Formation, Première guerre mondiale et entrée au sein de la police
Rudolf Querner, issu d'une famille paysanne de Lehndorf, intègre d'abord un lycée à Bautzen avant de suivre une formation militaire à Dresde puis Hanovre. Lorsque la guerre éclate en août 1914, il s'engage comme officier dans le 106e régiment d'infanterie. Fais prisonnier par l'armée française, il ne rentre en Allemagne qu'en 1919. Cette même année, il épouse Annemarie Schorkopf qui lui donnera quatre enfants. En septembre 1919, il est engagé par la police de Saxe qui lui confie la gestion du Land. Il devient par la suite officier d'état-major au ministère de l'Intérieur de Saxe.

### Nazisme
Querner adhère au NSDAP en janvier 1933, après que Hitler soit devenu chancelier. À partir de 1934, il devient conférencier au Ministère du Reich à l'Intérieur. De septembre 1936 à avril 1937, il est commandant de la Schutzpolizei à Hambourg. En 1938, il rejoint la Schutztaffel et, en 1940, devient l'inspecteur de la police hambourgeoise. En décembre 1940, il intègre le bureau principal de l'Ordungspolizei et devient l'inspecteur général de la gendarmerie et la police. 

#### Hambourg
À partir du 1er mai 1941, Rudolf Querner s'occupe de la gestion du département de police et de l'administration de Hambourg. Il devient également le représentant du Gauleiter Karl Kaufmann. Dès octobre 1941, il participe à la déportation des Juifs hambourgeois et se charge notamment de communiquer avec la firme Tesch & Stabenow (de) (appartenant alors à Bruno Tesch) qui doit fournir le Zyklon B nécessaire à leur élimination. Le même mois, il suit, avec sept autres dirigeants SS, le Reichführer-SS Heinrich Himmler dans sa tournée au camp de Mogilev.

#### Vienne
En janvier 1943, Querner est affecté à Vienne. Le 21 juin, il est promu SS-Obergruppenführer et, en octobre, assiste au premier discours de Posen prononcé par Himmler. Le 1er juillet 1944, il est nommé général de la Waffen-SS. 
Le 20 juillet 1944, à la suite du coup d’État manqué entrepris par Claus von Stauffenberg, Kerner rencontre le chef d'état-major Heinrich Kodré (de), lui-même partisan de l'Opération Walkyrie. L'entretien est tendu, Kerner demandant notamment qu'on lui explique le rôle du général Hans-Karl Freiherr von Esebeck dans l'affaire. Kodré, qui a volontairement ignoré les ordres venant de Berlin durant la tentative de coup d’État, se montre méfiant envers son interlocuteur (qui est aussi son supérieur hiérarchique) et le pousse finalement à suivre ses directives. Kerner n'a pu ainsi remarquer la participation du maréchal Erwin von Witzleben au complot, n'ayant en effet aucun droit de regard sur les nouvelles transmises par les Télex. Plus tard, l'enquête menée par la Gestapo le mettra hors de cause mais reconnaîtra les erreurs importantes qu'il a commises le 20 juillet. Sa négligence envers les évènements a ainsi été volontairement encouragée par Kodré[réf. nécessaire].

#### Brunswick
Le 5 octobre 1944, Rudolf Querner est muté à Brunswick. En 1945, alors que la situation du Reich se dégrade, il est chargé d'évacuer les camps de concentration de la zone et se rend responsable de nombreux crimes commis à cette occasion, notamment envers des prisonniers de guerre.

### Mort
Le 30 avril 1945, Adolf Hitler se suicide dans son bunker à Berlin. Le 8 mai, l'Allemagne capitule. Arrêté par les autorités alliées, Querner se suicide durant sa détention le 27 mai 1945. 

## Distinctions et récompenses
- Croix de fer de 2e classe (1914)
- Médaille des Sudètes (1938)
- Décoration de la Croix-Rouge allemande (de)
- Croix du Mérite de guerre (1939)
- Porteur de l'anneau d'honneur des SS

## Chronologie de la carrière (1938-1945)
- Mai 1938 : Standartenführer
- Avril 1939 : Major général de la police
- Juin 1939 : Oberführer
- Avril 1940 : SS-Brigadeführer
- Novembre 1940 : SS-Gruppenführer et lieutenant-général de la police
- Juin 1943 : SS-Obergruppenführer et général de la police
- Juillet 1944 : SS-Obergruppenführer et général de la Waffen-SS[10]